# Interjecție
În gramatica tradițională, interjecția este o parte de vorbire neflexibilă folosită de obicei exclamativ, care exprimă o senzație, un sentiment, o stare fizică sau sufletească, o manifestare de voință, un îndemn, o chemare etc.. Se caracterizează în general prin lipsa conținutului noțional, și prin posibilitatea limitată de a se integra în propoziție.
Interjecția este specifică limbii vorbite, în special registrului de limbă familiar. Sensul ei pragmatic se precizează adesea în vorbire cu ajutorul intonației, al gesturilor și al mimicii.

## Delimitarea interjecției
Există diferențe între gramatici ale diferitelor limbi și între diferiți lingviști privitor la ce cuvinte neflexibile și folosite exclamativ intră în clasa interjecțiilor.
În gramaticile limbii române și onomatopeele sunt considerate o categorie a interjecțiilor. La fel și în gramatici ale limbii franceze, ale limbii sârbe, ale limbii croate. În gramatici ale limbii maghiare se observă o ezitare în această privință. De exemplu Gerstner 2006 tratează într-un subcapitol interjecția, în care nu amintește de onomatopee, și în alt subcapitol cuvintele (verbe, substantive) onomatopeice, în care pomenește în treacăt de „interjecții onomatopeice”. A. Jászó 2007 tratează separat interjecția și onomatopeea ca pe două categorii de cuvinte propoziții. Într-un dicționar de lingvistică precum Bussmann 1998, se afirmă că „interjecțiile au adesea caracteristici onomatopeice”, dar onomatopeea nu este definită ca o categorie a interjecției. Nici la Dubois 2002 onomatopeea nu apare ca o categorie a interjecției, dar în articolul „interjection” se afirmă că unele interjecții provin din onomatopee. Crystal 2008 nu are articol despre onomatopee și nu o amintește în articolul despre interjecție.
Nu este clarificat nici dacă sunt sau nu interjecții manifestările sonore omenești nearticulate sinonime cu cuvinte propoziții din alte clase lexico-gramaticale, de exemplu cea transcrisă în maghiară ühüm, iar în română „îhî”, având funcția lui „da”. A. Jászó 2007 le consideră „înrudite cu interjecțiile”, iar pentru Balogh 1971 sunt onomatopee.
Tot de problema delimitării ține și statutul cuvintelor prin care se cheamă, se mână sau se gonesc animale. În gramaticile care includ onomatopeele printre interjecții, acestea sunt și ele incluse aici, A. Jászó le include printre interjecții, iar pentru Gerstner 2006 „constituie o grupă specială a interjecțiilor și a onomatopeelor”.
Crystal 2008 amintește de limita neclară dintre interjecțiile provenite din manifestări sonore nearticulate și cuvintele cu conținut noțional folosite în mod exclamativ: en  excellent „excelent”, lucky devil „norocosule”. Acestea sunt considerate interjecții, de exemplu de către Grevisse 1964 (ciel „cerule”, courage „curaj”), Dubois 2002 (ciel, encore „mai”), Barić 1997 (naprijed „înainte”, živio „trăiască”) și Bărbuță 2000 (ajutor, rușine). Acesta include aici și sintagme (Doamne sfinte și părinte), și chiar propoziții (Acu-i acu!). Pentru Avram 1997 cuvintele de acest fel sunt doar alte părți de vorbire folosite exclamativ, însă sintagme și propoziții ca pe naiba sau Doamne ferește sunt pentru ea locuțiuni interjecționale. În gramatici ale limbii maghiare nu apar astfel de entități ca interjecții.

## Apariția interjecțiilor
Interjecțiile sunt la origine reacții sonore involuntare, instinctive, nearticulate, la factori externi cu influență asupra fizicului sau psihicului vorbitorului, ori maniferstări cauzate de factori fizici sau psihici interni. Acestea au devenit cu timpul cuvinte, adică s-au integrat în sistemul fonologic al limbii. Constituie excepții unele care au rămas nearticulate în comunicarea orală, deși sunt redate în scris, atât cât este posibil, dificultate care se vede în existența unor variante grafice diferite chiar în aceeași limbă. Pe lângă îhî, amintit mai sus, se poate cita ca exemplu ro  hm, fr  hm / hem / hum / humm, hr  hm, hu  hm / hüm / hümm / üm.
Între funcția pragmatică și aspectul sonor al unor interjecții mai există încă o legătură strânsă, de aceea sunt prezente în mai multe limbi fără să fie vorba de împrumuturi. Astfel sunt a, ah, o, pst. La alte interjecții nu se mai sesizează această legătură: hu  nosza „hai, haide”.

## Clasificarea interjecțiilor
Interjecțiile se pot clasifica după mai multe criterii.
După funcția pragmatică se pot deosebi interjecții:
- care exprimă stări fizice sau emoționale: au, brr, of, vai;
- care exprimă o stare volițională, printre care:

- adresate oamenilor: alo, nani;
- adresate animalelor: cea, zât.

După sens se poate vorbi de interjecții specializate sau specifice, și de interjecții cu valori multiple, nespecifice. Cele specializate au un singur sens, de exemplu adio (regret), sâc (satisfacție răutăcioasă), ura (bucurie). Cu mai multe sensuri, dependente de situațiile de comunicare în care apar, este de exemplu interjecția ah (durere, milă, deznădejde, teamă, nostalgie, regret, ciudă, satisfacție, îngâmfare, dispreț, admirație, dorință fierbinte etc.).
După proveniență există trei categorii principale de interjecții: cele moștenite și/sau create spontan pe terenul propriu al limbii, cele formate pe teren propriu și cele împrumutate.
Interjecțiile moștenite nu pot fi totdeauna distinse de cele create spontan pe teren propriu. În română este sigur că zău provine din latinescul deus, este posibil ca vai să fie moștenită din limba latină, iar aoleu este o creație spontană pe teren propriu.
Pe terenul propriu al limbii se pot forma interjecții prin două procedee:
- După unii lingviști, prin compunere se pot forma interjecții numai din două interjecții diferite, de exemplu haida-de[1][35], după alții – și prin repetarea unei interjecții, de pildă cuțu-cuțu[36].
- Alt procedeu este conversiunea, care poate fi fără trunchierea cuvântului bază (poftim, Ce drac(ul) cauți aici?), sau cu trunchiere: aș (< așa), păi (< apoi)[37], fa / fă (< fată)[1], hr /sr  gle „uite” (< gledati „a privi”)[38][5].

Printre interjecții se găsesc relativ puține împrumuturi. În română sunt din mai multe limbi, intrate în diferite perioade istorice:
- din limba slavă veche: aleluia, amin;
- din limba bulgară: ia, iată, na;
- din limba turcă: bre, haide;
- din limba franceză: aport, marș;
- din limba italiană și franceză: basta, bravo;
- din limba engleză: stop.

Interjecția de adresare/chemare hallo din engleză este la originea interjecției folosite în conversația telefonică în mai multe limbi. În engleza americană a devenit hello și s-a răspândit pe tot teritoriul englezei, în sr /hr  a dat halo, în hu  halló, în fr  allô și de aici în română alo.
Unele interjecții împrumutate sunt cuvinte cu conținut noțional în limba de origine, de exemplu aport < fr  apporte! „adu!”, altele – interjecții și în acea limbă: na, haide.

## Comportamentul sintactic al interjecției
Cel mai adesea interjecția nu are funcție sintactică în propoziție, dar poate constitui singură o propoziție independentă neanalizabilă, adică este cuvânt propoziție.
Tot fără funcție sintactică sunt interjecții care apar în propoziții analizabile, de exemplu Ia să vedem!. Într-o astfel de poziție pot apărea și interjecțiile de adresare (măi, mă, fă, bre), singure sau însoțite de un substantiv la cazul vocativ: Măi Zaharie, nu mai ai tu vreo poștă de cele pe undeva? (Ion Creangă).
După unii lingviști, interjecțiile voliționale folosite independent pot fi considerate propoziții simple constituite numai din predicat.
În mod excepțional, există și interjecții părți de propoziție simplă cu subiect și predicat, sau dezvoltată. În principal, interjecția poate fi predicatul unei asemenea propoziții: Na-ți cartea!, hr  Zatrčao se i hop preko plota „Și-a luat avânt și hop peste gard”.
În română există o interjecție predicativă care are două forme cu desinență verbală: haide/haidem/haideți, considerată interjecție devenită verb. Are corespondent exact și în croată (hajde/hajdemo/hajdete), și în maghiară (gyere/gyerünk/gyertek).
Interjecția poate avea și alte funcții sintactice:
- subiect: S-auzea câte un […] aoleu (Barbu Ștefănescu Delavrancea)[50];
- nume predicativ: E vai de tine![51];
- complement direct: Nu zice hop până n-ai sărit[50];
- atribut: Era o iarnă... hehe![51].

Unele interjecții pot fi regente, adică să aibă diverse compliniri:
- nume predicativ: Și într-o ramă iată o canava iubită (Dimitrie Anghel);
- complement indirect: Eu atunci haț! de sumanul moșneagului (Ion Creangă);
- complement circumstanțial: Haide înainte! (Dumitru Theodor Neculuță);
- propoziție completivă: Hi, căluții tatei, să ne întoarcem cât mai degrabă acasă (Ion Creangă).

## Ortografie și punctuație în română
Ortografia limbii române prevede ca majoritatea interjecțiilor compuse și a celor repetate să se scrie cu cratimă între elemente: haida-de, cuțu-cuțu. Unele din cele repetate se pot scrie și cu virgulă: nani, nani, iar unele compuse se scriu într-un cuvânt: iacătă.
Interjecțiile propoziții independente sunt urmate de semnul exclamării ca semn de punctuație final. Dacă sunt exclamative, și cele folosite în interiorul propozițiilor, fie că au sau nu funcție sintactică, sunt urmate de semnul exclamării, fără ca acesta să fie final: Eu atunci haț! de sumanul moșneagului; Vai! am greșit! Dacă nu sunt exclamative, majoritatea interjecțiilor folosite fără funcție sintactică în propoziție sunt despărțite de restul acesteia prin virgulă/virgule sau cuprinse între linii de pauză: Am greșit, vai!; Aici e, vai, mai rău; Aici e – vai – mai rău. Interjecțiile de adresare nu se despart prin semn de punctuație de substantivul la vocativ care le urmează: Măi Ioane! Același este cazul interjecțiilor iată predicativă urmată de complementul ei direct (Iată casa!), ia urmată de un verb la imperativ sau conjunctiv (Ia vezi!, Ia să vedem!) și hai urmată de conjunctiv: Hai să mergem!.

## Interjecția în calitate de cuvânt bază
Mai rar decât alte părți de vorbire, interjecția poate fi cuvânt bază în formarea de cuvinte. Unul din procedee pentru aceasta este conversiunea: of (interjecție) > un of, oful (substantiv). Alt procedeu este derivarea, prin care se formează direct verbe: a se văicări (< vai), a înhăța (< haț). De la acestea se pot deriva mai departe substantive, de exemplu văicăreală, văitat.